# Ultraizam
Ultraizam je književni pokret nastao u Španiji, 1918. godine, sa jasno deklarisanom namerom da se sukobi sa modernizmom, koji je dominirao poezijom na španskom jeziku od kraja XIX veka. Objavljen je na književnim večerima Kafea Kolonijal u Madridu, koje je vodio Rafael Kasinos Asens. Između ostalih, jezgro ultraista su činili Giljermo de Tore, Huan Larea, Herardo Diego, Pedro Garfias, Ernesto Lopez-Para i Lusia Sančez Saornil.

## Poreklo
Iako je imao jakog uticaja futurizma u svojim korenima, ultraizam je bio, za razliku od njega, striktno književni, tačnije specifično vezan za poeziju, iako su njegove publikacije sadržavale dela autora plastičnih umetnosti različitih tendencija, i to sa zajedničkom osobinom da budu avangardni. 
Zvanični instrumenti ovog pokreta su bili časopisi Grčka (Sevilja-Madrid) i Ultra (Madrid), ali je bilo i časopisa-simpatizera, kao npr: Alfar (La Korunja); Reflektor (Madrid); Ronsel (Vigo); Horizont (Madrid).
Dolazak Horhea Luisa Borhesa u Majorku početkom pomenute decenije XX veka i njegovo prijateljstvo sa Hakobom Suredom će biti odlučujući faktori, ne samo u inkorporaciji ovog prvog u pokret -što se formalizuje izdanjem manifesta iz 1921, kojeg su potpisali obojica zajedno sa Huanom Alomarem (sinom čoveka koji je izmislio termin „futurizam”) i Fortuniom Bonanovom u časopisu „Baleari”- već i u rasprostranjivanju ultraizma u Argentini, jedinoj zemlji Latinske Amerike u kojoj je postojala grupa ultraista i časopisi povezani sa pokretom: mural Prizma (1921-22) i Pramac 1. epoha (1922-1923). Osobina po kojoj se razlikovao argentinski od španskog ultraizma je činjenica da su u ovoj južnoameričkoj zemlji bila usađena u tradiciju dva elementa: kreolizam i parodija.

## Karakteristike
U jednom članku koji je objavljen u časopisu Mi, iz Buenos Ajresa, 1921. Borhes je sintetizovao ciljeve ultraizma:
1. Redukcija lirike na njenog bazičnog činioca: na metaforu.
2. Izbacivanje posredniških fraza, beskorisnih veznika i prideva.
3. Ukidanje sredstava za ukrašavanje, konfesionalizma, cirkunstancijalizacije, propovedanja i peeksploatisanog besmisla.
4. Sinteza dve ili više slika u jednu, što na taj način proširuje njenu sugestivnu moć.
5. Šokantne, nelogične slike i metafore u kojima se ističu svet filma, sporta i tehničkog napretka: „Motori zvuče bolje od jedanaesteraca” (Giljermo de Tore).
6. Tendencija ka osnivanju novog tipografskog razmeštanja reči u pesmi, sa ciljem da se omogući posmatranje fuzije poezije i plastične umetnosti.
7. Neologizmi, izrazi iz tehnike i reči reči sa akcentom na trećem slogu od kraja.
8. Eliminacija rime.

Izraz „sredstva za ukrašavanje” bio je jasna aluzija na rubendariovski modernizam, koga su ultraisti smatrali za zatrpanog ukrasima i bez suštine. Ultraizam je nastojao da, zajedno sa ostalim pokretima avangarde, eliminiše sentimentalizam.
Ultraizam je bio srodan kreacionizmu, čileanskog pesnika Visentea Huidobroa, koji je posećivao književne večeri ultraista. Uidobro je govorio da je jedna pesma uvek nova i kreacija različita od svih ostalih, i da bi morala da se stvara „kao što priroda rađa drvo”, što implicira slobodu pesme nasuprot realnosti, ukuljučujući i autorovu intimnu realnost.

## Spisak korišćene literature
- Torre, Guillermo de. Literaturas europeas de vanguardia.Caro Raggio. Madrid. 1925
- Ibarra, Néstor. La nueva poesía argentina. Ensayo crítico sobre el ultraismo (1921-1929). s/mención editorial. Buenos Aires. 1930
- Videla, Gloria. El ultraísmo. Estudios sobre movimientos poéticos de vanguardia en España. Editorial Gredos. Madrid.1963
- Juan Manuel Bonet (curador). Catálogo de la exposición ULTRAISMO. IVAM. Valencia. 1996
- Lorenzo Alcalá, May, "Los mosqueteros del ultraismo argentino", en Todo es Historia núm. 480. Buenos Aires, junio de 2007.

## Napomena
- Tekst ovog članka sadrži prevod članka es:Ultraísmo sa Vikipedije na španskom pod uslovima Licence za slobodnu dokumentaciju GNU-a i licence CC-BY-SA 3.0 Unported